# Komarr
Komarr es el nombre de un planeta en la serie de Miles Vorkosigan de la escritora Lois McMaster Bujold.
Los habitantes del planeta Komarr en el pasado permitieron la entrada del ejército de Cetaganda a Barrayar para conquistarlo a cambio de abultadas concesiones, por lo que éstos una vez que expulsaron a los cetagandeses, lo conquistaron y lo anexionan como una colonia a fin de controlar las vías de acceso a Barrayar, unos 10-15 años antes del nacimiento de Miles.
Es descrito como un mundo frío, con una atmósfera originalmente casi carente de oxígeno, que los komarreses llevan terraformando desde su colonización, unos 200 años antes del nacimiento de Miles. Debido a esto la población vive en ciudades protegidas del hostil ambiente exterior por cúpulas.
Komar También es el nombre de uno de los libros en la serie de Miles Vorkosigan. En él Miles es enviado como Auditor Imperial a Komarr en compañía del Auditor Vorthys a investigar un accidente que ha afectado al espejo solar komarrés. Durante su estancia Miles se aloja con la sobrina de Vorthys, Ekaterin Vorsoisson. Miles tiene 30 años.
- Datos: Q5960376